# NSB Di 2
De NSB Di 2 is een type rangeerlocomotief dat werd gebruikt door Noorse Spoorwegen (NSB). De 54 drie-assers werden tussen 1954 en 1973 in verschillende tranches geleverd. De trekkracht werd via een blinde as en drijfstangen op de wielen overgebracht.

## Beschrijving en geschiedenis
De locomotieven kregen de nummers 801-854. Maschinenbau Kiel (MaK) leverde de 801-803 in 1954 en de 806-808 in 1957. De Noorse fabrikant Thune leverde de rest. De 804 en 805 werden in 1958 geleverd met een MaK-motor. Zodoende kregen de eerste acht exemplaren een MaK-motor van 575 pk terwijl de andere Noren een 600 pk turbolader motor kregen van de Noorse scheepsmotorenfabriek Bergen Mekaniske Verksted. Deze motoren hadden een cilinderinhoud van 88,5 liter en een maximum toerental van 750 tpm. Thune leverde  de 809 – 823 in 1962, de 824 – 839 volgden in 1963 en 1964. Eind jaren 60 werd nog een vervolgorder geplaatst,  de 840 – 848 werden in 1970 geleverd en de laatste zes kwamen in 1973 in dienst. 
De locomotieven hadden door de wielbasis van 4,4 meter een ietwat stijve constructie. Op sommige trajecten moesten de bouten worden aangedraaid na het passeren van de Di 2 en de rijeigenschappen lieten ook te wensen over. Vanaf 1979 werd begonnen met uitrangeren van de Di 2. Als eerste verdween de 802, de laatste, met nummer 832, rangeerde tot 2005 personenrijtuigen in Trondheim.  

### Lawaai
De locomotieven bleken krachtig en betrouwbaar in bedrijf, maar ze maakten veel geluid en daarom was het een slechte werkomgeving voor de machinisten. Op een aantal plaatsen klaagden ook de omwonenden over geluidsoverlast en werden de rangeerdiensten overgenomen door de elektrische El 10. 
Oliedamp en dieselallergie waren een terugkerend probleem aan het einde van een rangeerdienst en sommige machinisten wilden niet meer op de Di 2 rijden. Na vele jaren dienst waren nog veel van de originele cilindervoeringen in de motoren aanwezig. Daarop werden veel motoren uitgenomen en verkocht voor nieuwe diensten.

### Inzet
De Di 2 werd overal in Noorwegen gebruikt zowel in de rangeerdienst als voor lichte goederentreinen. De Havnebanen in Oslo was een geval apart, over dit straatspoor langs de haven vond de uitwisseling van materieel tussen de stations Oslo-Oost en Oslo-West plaats. De Di 2 trok de laatste goederentrein op de Skreiabanen en werd tot het midden van de jaren tachtig voor stoptreinen op de Arendalsbanen en op zondag op de Valdresbanen gebruikt. Als vervanging van de Di 2 kocht NSB begin jaren tachtig 17 tweedehands rangeerlokomotieven in Duitsland. Deze serie, waarvan een aantal ouder was dan de Di 2 die ze vervingen, kreeg de aanduiding Di 5. Di 2 827 en 839 werden overgeschilderd in de kleuren van de Sesamtrein uit het kinderprogramma  Sesam Station, 827 heeft nog steeds het originele sesamontwerp, terwijl de 839 in de “Nydesign” kleurstelling geschilderd is. Di 2.805, 807 en 817 figureerden in de Noorse speelfilm serie Olsenbanden.

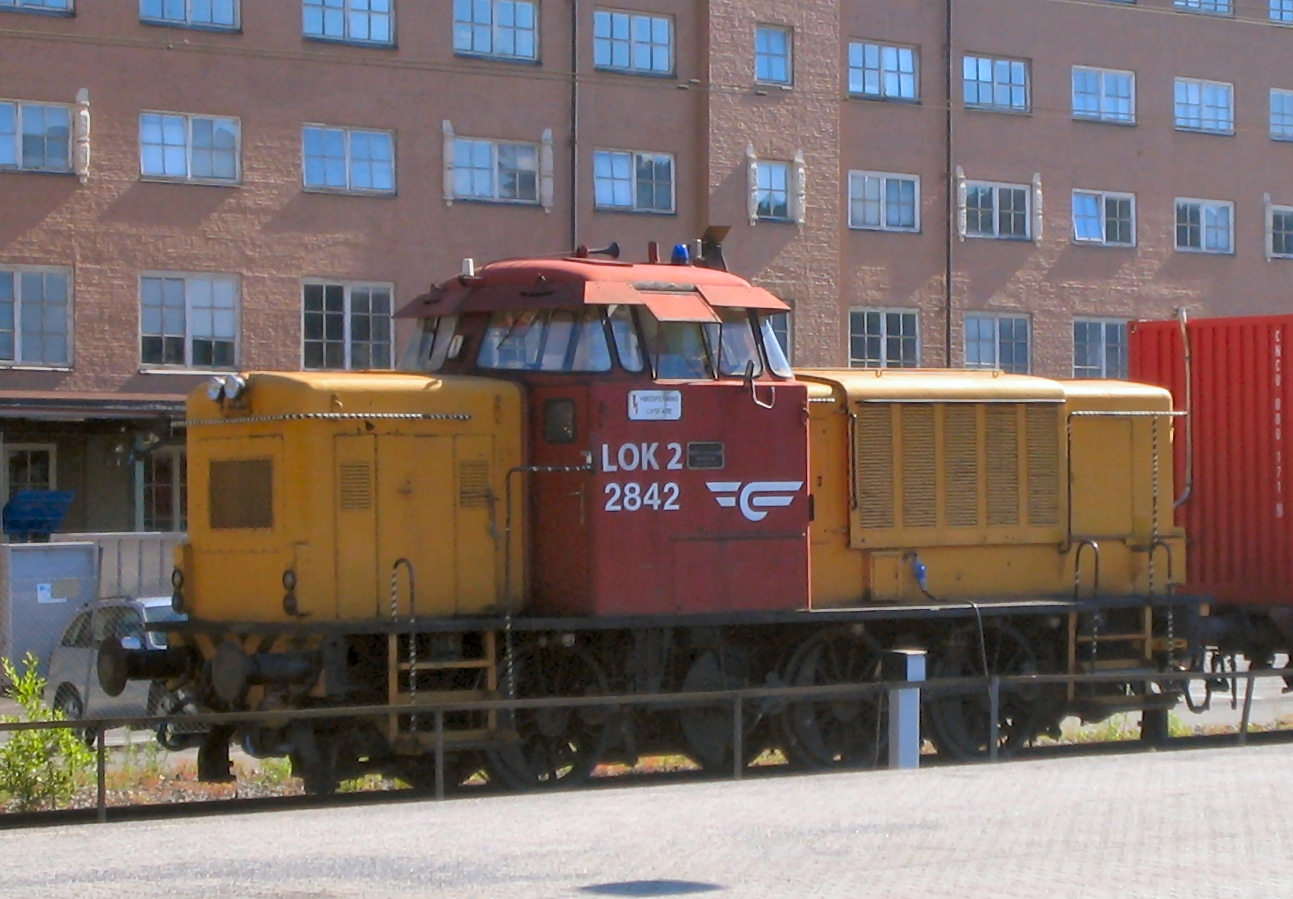
Di 2.842 op Oslo S in “Nydesign” kleurstelling
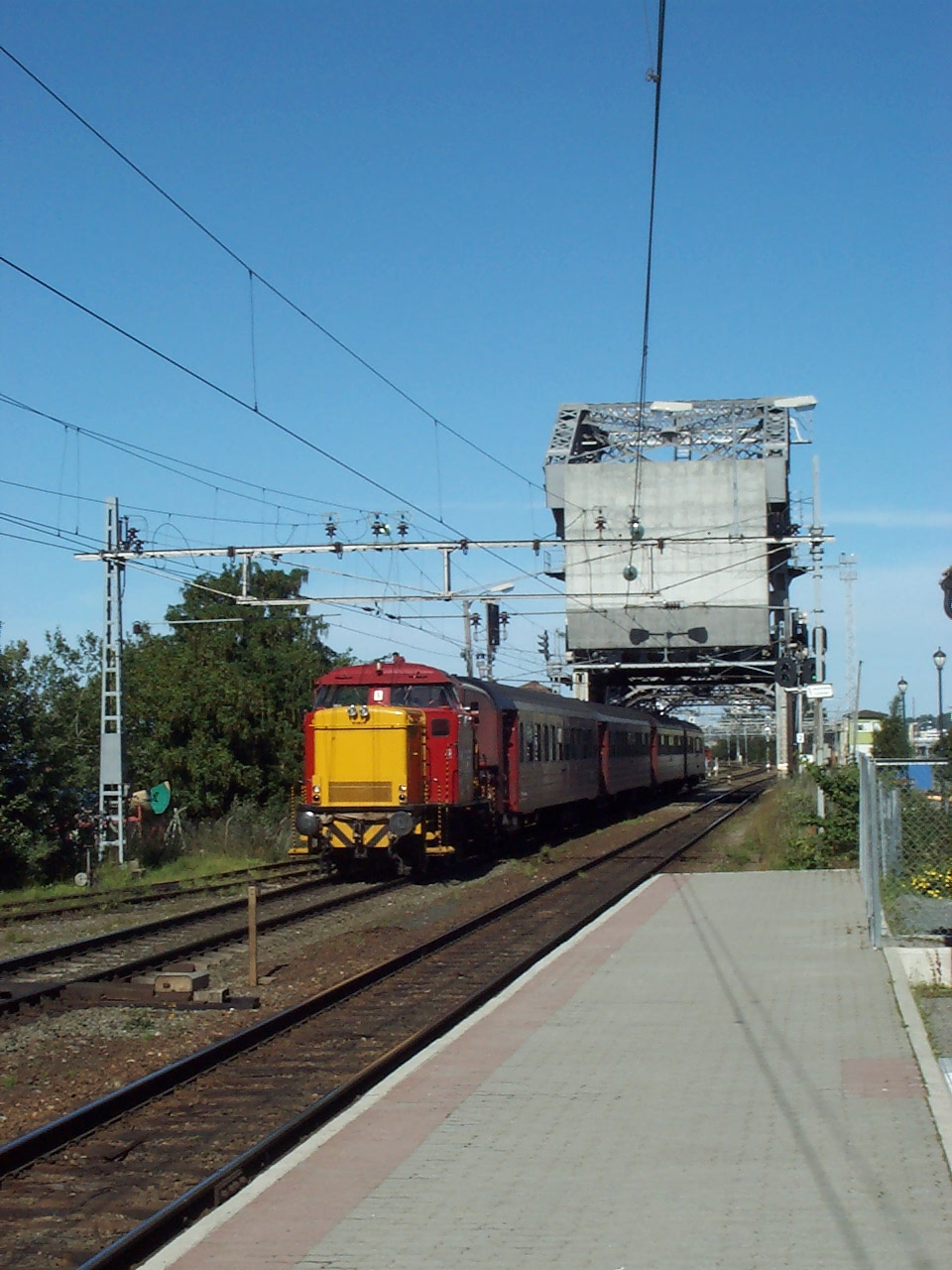
Rangeerdienst op de Skansenbrug in Trondheim

## Afwikkeling
In de zomer van 1989 was de 848 de laatste Di 2 in de reguliere personendienst met de trein naar Fagernes op de Valdresbanen. In het kader van een geplande modernisering werd de 854 in 1997 naar Nederland verscheept. Hier werd de motor vervangen door een moderne van Caterpillar en ook het machinstenhuis werd gemoderniseerd. Het omgebouwde exemplaar ging als Skd 225 met bedrijfsnummer 236 terug naar Noorwegen en werd ingezet bij CargoNet. De ombouw van de hele serie werd echter niet rendabel geacht. Op zes na werd de hele serie gesloopt. De 817 ging naar het Bergens Tekniske Museum, de 833 werd gereserveerd voor het Noors Spoorwegmuseum, 839 is tentoongesteld bij de werkplaats in Grorud, de 841 is gerestaureerd en in 2009 gebruikt voor jubileumritten over de Solørbanen ter gelegenheid van van 100 jaar Rjukanbanen, de 842 is tentoongesteld in Hønefoss bij het Noorse centrum voor verkeers- en communicatie-geschiedenis. De 848 staat op het emplacement van de Setesdalsbanen in Grovane.